# Відродження Мотри II
«Відродження Мотри II» або «Мотра 2: Битва в глибокому морі» (яп. モスラ2 海底の大決戦, мосура тсу каітей но дайкессен) — японський фантастичний кайдзю-фільм режисера Куніо Мійосі за сценарієм Масумі Суетані. Це другий фільм у трилогії «Відродження Мотри», сиквел фільму «Відродження Мотри».
У театрах Японії фільм вийшов 13 грудня 1997 року. Наступного року вийшов сиквел  — «Відродження Мотри III».

## Сюжет
Біля узбережжя Японії з'являються невідомі істоти, схожі на морських зірок, названі Барем. Тим часом сестри Еліас, Молл і Лора, просять трьох дітей, які знайшли дивну істоту на ім'я Ґоґо, допомогти їм із пошуками скарбу стародавньої держави Нірай-Канай, який здатний спасти Землю.
Пізніше Еліас розповідають дітям, що жителі Нірай-Канай колись створили гігантського підводного дракона на ім'я Дагара, щоб керувати забрудненням, однак він вийшов з-під контролю і знищив їх. Вони кажуть, що Мотра Лео може зупинити Дагару, однак йому знадобиться скарб Нірай-Канай, який знаходиться у замку під водою. Тим часом Вельвера бере під контроль двох рибаків і змушує теж плисти до замку, адже вона хоче заволодіти скарбом. Коли всі вони прибувають до замку, він піднімається з води.
Від значного забруднення пробуджується Дагара і випускає в море Баремів. Молл і Лора викликають Мотру Лео, і йому майже вдається перемогти Дагару, однак останній вистрілює в нього Баремами, які обезсилюють Мотру. Він сідає на храм Нірай-Канай, який активує захисний щит від Дагари.
Усередині храму Молл, Лора і діти намагаються знайти скарб, а Вельвера і двоє рибалок намагаються зірвати їхню місію. Рибалки знаходять різноманітні скарбиале випадково пробуджують принцесу Нірай-Канай, яка єдина зі всієї цивілізації вижила. Принцеса каже сестрам Еліас, що Землю потрібно захищати і берегти, а діти — це надія майбутніх поколінь. Також вона каже, що Ґоґо — це загублений скарб.
Молл і Лора використовують енергію Ґоґо і зцілюють Мотру Лео, який перетворюється на Веселкову Мотру. Мотра Лео знищує Баремів, які покривали його, і нападає на Дагару. Дагара відступає у воду, однак Мотра Лео перетворюється на Аква Мотру. Він перетворюється на тисячі малих Аква Мотр і проникає всередину Дагари. Він знищує там всіх Баремів, і таким чином вбиває Дагару, який не може жити без Баремів. Тим часом храм починає руйнуватися. Молл і Лора вирушають на Фейрі в безпечне місце, а рибалки звільняються з-під контролю Вельвери і рятуються разом з дітьми. Аква Мотра повертається в свою звичайну форму, і разом з Молл і Лорою вирушає на острів Інфант.

## Кайдзю
- Мотра Лео
- Дагара
- Фейрі
- Ґоґо
- Барем
- ҐаруҐару

## В ролях
- Мегумі Кобаясі — Молл
- Саяка Ямагучі — Лора
- Акі Хано — Вельвера
- Хікарі Міцусіма — Сіорі Учіура
- Масакі Отаке — Кохей Тогучі
- Сімада Маганао — Йодзі Міягі
- Ацуші Окуно — рибалка
- Хадзіме Окаяма — рибалка
- Нонамі Махо — Юна